# Karl Brooks Heisey
Pour les articles homonymes, voir Heisey.
Karl Brooks Heisey (1895-7 décembre 1937) est un ingénieur et administrateur minier canadien dans les années 1930. Heisey est un pionnier dans l'exploration et le développement du gisement de la Shanshaw/Red Lake dans le Nord de l'Ontario. Ce gisement, toujours en exploitation de nos jours, produit annuellement 600 000 onces d'or pour une quantité totale établie aujourd'hui à 11 millions d'onces.

## Biographie
Né à dans le canton de Markham en Ontario, il provient d'une famille de Loyalistes américains originaires du comté de Lebanon en Pennsylvanie.
Durant la Première Guerre mondiale, il fait partie du Corps expéditionnaire canadien en 1917 et se joint à la Royal Flying Corps Canada (en) et s'entraîne au camp Borden. Démobilisé, il atteint le rang de second-lieutenant de la Royal Air Force.
La guerre terminée, il obtient un baccalauréat en Sciences appliquées au College of Applied Science (Mining) de l'Université de Toronto en 1922.

## Ingénieur minier

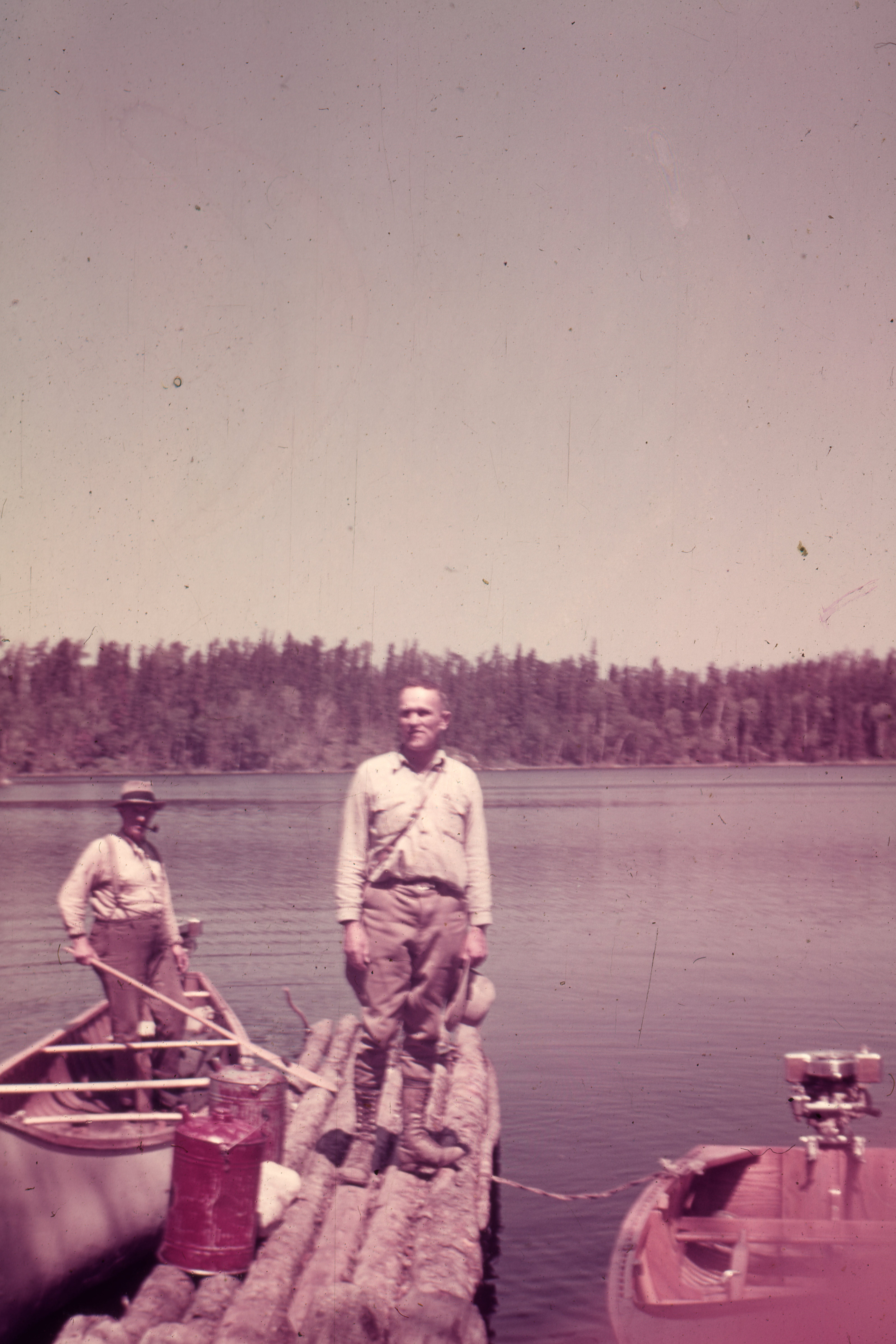
Karl Heisey, 1935
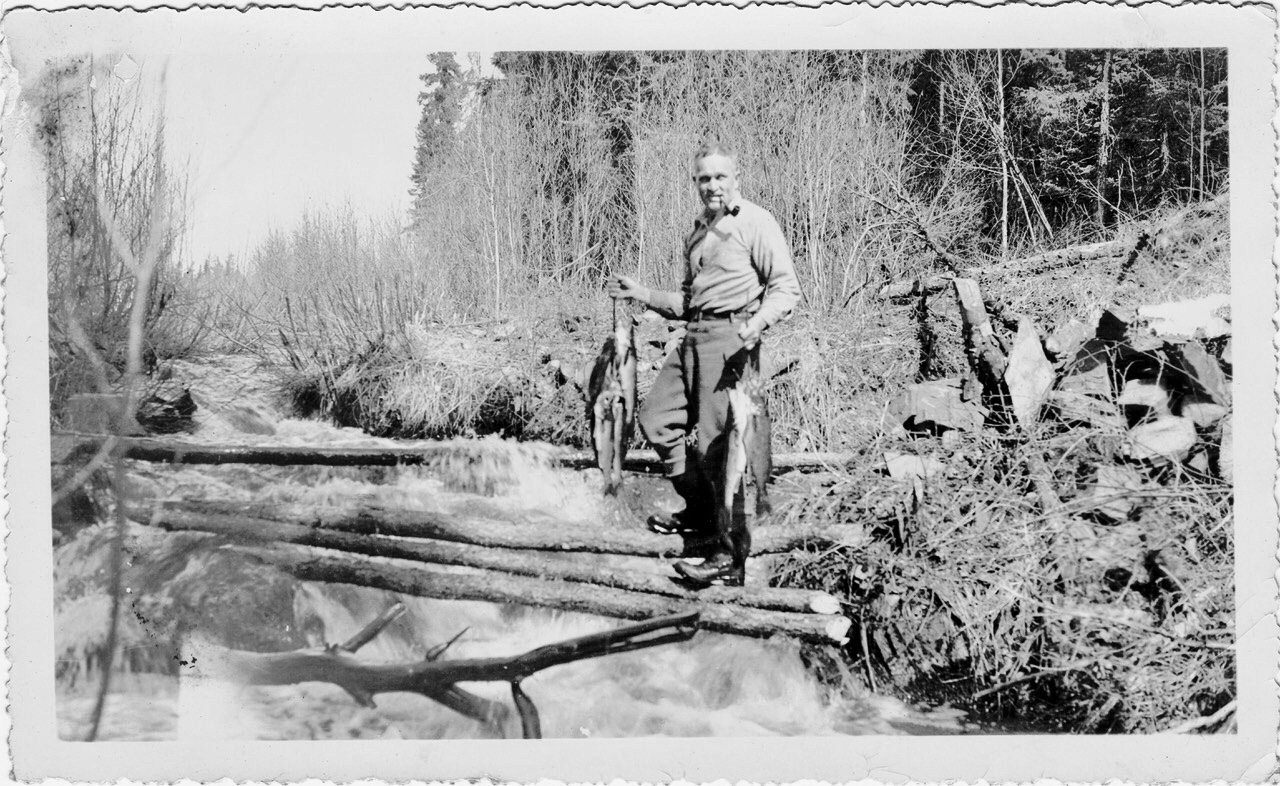
Heisey pêchant dans des rapides de la région de Red Lake en 1936

Avec son expérience de pilote et sa formation d'ingénieur minier, il se positionne facilement pour participer à l'exploration aux ruées vers l'or de Red Lake et de Kirkland Lake. Avant la construction de la route 105 en 1947, Red Lake n'était accessible qu'en bateau ou par la voie des airs. Aucune route ne menait à Kirkland Lake avant 1937.
Engagé par le Ministère des Richesses naturelles et des Forêts de l'Ontario pour faire des sondages géologiques entre 1919 et 1922 à Kirkland Lake et à West Shinintree, il fait des relevés magnétiques lui permettant de découvrir des gisements d'or avec de la pyrrhotite de fer,,,,.
Après son passage au ministère, il travaille comme ingénieur pour la Argonaut Mines à Kirkland Lake de 1922 à 1923. En 1924, il passe du côté de la Tough Oakes Gold Mines' comme chef ingénieur et, la même année, il se joint à la Mond Nickel Company (en) comme ingénieur d'exploration au Québec. En 1928, il offre son propre cabinet d'ingénieur à Kirkland Lake en 1928 et s'installe à Toronto en 1930.
Durant sa carrière, il travaille pour plusieurs entreprises dont la Manitoba and Eastern Mines Ltd., la Marquette Long Lac, la Russet Red Lake Syndicate et la Sanshaw Gold Mine, Limited à titre de président en 1936.
Heisey meurt en décembre 1937 à l'âge de 42 ans, peu après l'arrêt des opérations de la mine d'or de Sanshaw. Il est le père de l'homme politique Alan Milliken Heisey Sr. (1928-2014) et de l'homme d'affaires Lawrence Heisey, ainsi que grand-père de l'administrateur municipal Alan Heisey (né vers 1954).